# Lê Công Vinh
Lê Công Vinh (ur. 10 grudnia 1985 w Quỳnh Lưu) – wietnamski piłkarz, który występował na pozycji napastnika.

## Kariera piłkarska
Lê Công Vinh jest wychowankiem klubu Sông Lam Nghệ An. W 2008 roku trafił do drużyny Hà Nội FC, skąd w 2009 roku był wypożyczony do portugalskiego Leixões.
Zawodnik w latach 2004–2016 był także reprezentantem Wietnamu. W drużynie narodowej zadebiutował w 2004 roku. Został również powołany na Puchar Azji 2007, gdzie jego drużyna odpadła w ćwierćfinale. On zaś rozegrał wszystkie spotkania: w grupie ze Zjednoczonymi Emiratami Arabskimi (2:0), Katarem (1:1) i Japonią (1:4) oraz w ćwierćfinale z Irakiem (0:2). Strzelił też na tym turnieju jedną bramkę, w pierwszym meczu grupowym. Po zakończeniu udziału w Mistrzostwach ASEAN w 2016 ogłosił zakończenie kariery. Z 51 golami jest najlepszym strzelcem w historii wietnamskiej reprezentacji.